# Zinaida Julea
Zinaida Julea (ur. 2 grudnia 1951 we wsi Hîrbovăț w rejonie Anenii Noi) – mołdawska piosenkarka muzyki ludowej.

## Życiorys
Pochodzi z biednej, wielodzietnej rodziny (trzynaścioro rodzeństwa). Miłość do muzyki zaszczepili rodzice Eugenia i Arion. Matka śpiewała w cerkiewnym chórze. 
W 1968 mając 17 lat, dzięki odkryciu talentu przez dyrygenta Sergheia Lunchevicia, została solistką Orkiestry Muzyki Ludowej „Fluieraș”, przy Filharmonii Narodowej w Kiszyniowie, gdzie pracowała do 1991.
W Kiszyniowie 1973–1977 uczyła się w Szkole Muzycznej „Ștefan Neaga” w klasie profesora Vladimira Achimova (dyrygentura chóralna) oraz w Instytucie Sztuk Pięknych (1988–1993) w klasie profesora Vasile Stratulata (kierowanie wydarzeń kulturalnych). Od 1991 jest solistką Orkiestry Muzyki Ludowej „Mugurel” pod batutą Iona Dascăla w Filharmonii Narodowej. 
Koncertuje również z Narodową Orkiestrą Muzyki Ludowej „Lautari” pod batutą Nicolae Botgrosa oraz Orkiestrą Braci Vasile i Vitalie Advahovów.

## Tytuły i odznaczenia
- Zasłużony Artysta Republiki Mołdawii (Artistă Emerită din Republica Moldova, 1976)
- Artysta Ludowy (Artistă a Poporului, 1985)
- Medal „Za obywatelskie zasługi” (Meritul civic, 1993)
- Order Republiki (Ordinul Republicii, 1997)

## Dyskografia
Album „Pentru inima oricui”  (Dla każdego serca)
- De vorba cu fiica
- Să răsune ulița
- Ce folos de tinerețea mea
- Așa-i mamă cu copii
- Bună ziua lume
- M-am jurat
- Duminica la o nuntă
- Zile triste, zile grele
- Draga mea prietenă
- Hora din bătrîni
- Boala-i boală
- Vino lăutarule la masă

Album „Pe Ulița Satului” (Na wiejskiej ulicy)
- Astă horă-mi place mult
- Mîndră ți-am luat basma
- Arde luminița încet
- Cît e lumea și pămîntul
- Hora moldovenilor
- Radu mamei
- Toată vara n-am lucrat
- Să trăiască neamul meu
- Foaie verde mărgărit
- Vecina bărbatul își teme
- Flori de peliniță, flori de busuioc
- Drum la deal și drum la vale
- Pe sub poale de pădure
- Zice mama cîte-o data
- Mă gîndesc din cînd în cînd
- Stau pe gînduri și mă-ntreb
- Duminică dimineață
- Car frumos cu patru boi
- Marie, Marie

Album „Lume nu ma judeca” (Nie mnie osądzać świat)
- Intro
- Lume nu mă judeca
- Moldovenii cînd s-adună
- Dă Doamne la om noroc
- Inima
- Astăzi este ziua mea
- Foaie verde-a bobului
- Am pornit frumoasă nuntăv
- Astă noapte am visat
- Cîntă lăutare
- Să petrecem boierește
- Sîrba de demult
- Ce bărbat mai am eu Doamne
- S-audă toată Moldova
- Viața încă-i dulce și frumoasă
- De nuntă (orchestral)